# Da qui
Da Qui è il terzo album del gruppo italiano Massimo Volume, pubblicato nel 1997 dalla Mescal.

## Il disco
La produzione artistica dell'album è stata affidata a Steve Piccolo e Kaba Cavazzuti, mentre quella esecutiva a Lucio Serra e Valerio Soave (Mescal). Gli stessi produttori hanno collaborato come musicisti all'interno dell'album. Ha partecipato anche Lucia Tarì (voce).
Il disco è stato registrato e mixato nel 1996 presso lo studio Vida-Esagono di Rubiera.
La grafica è stata curata da Stefano Domizi e Mauro Carichini, con foto di Davide Rossi e Massimo Sciacca.

## Formazione

### Gruppo
- Emidio Clementi - voce e basso elettrico
- Egle Sommacal - chitarra
- Vittoria Burattini - batteria
- Gabriele Ceci - chitarra
- Metello Orsini - chitarra, basso elettrico

### Altri musicisti
- Steve Piccolo - chitarra, basso elettrico e harmonium
- Angelo Kaba Cavazzuti - percussioni e salterio
- Lucia Tarì - voce

## Tracce
1. Manciuria (L'ultimo John Ford) - 4:35
2. Atto Definitivo - 4:45
3. C'è questo stanotte - 1:09
4. Senza un posto dove dormire - 3:50
5. La città morta - 4:44
6. Sotto il cielo - 5:06
7. Sul Viking Express - 3:24
8. Qualcosa sulla vita - 5:49
9. Avvertimento - 4:22
10. Manhattan di notte - 5:31
11. Stagioni - 4:29